# Cetatea Bálványos
Cetatea Bálványos este un monument istoric aflat pe teritoriul satului Turia; comuna Turia.